# ワイナエンターテインメント
株式会社ワイナエンターテインメント（ワイナエンタテインメント、英:  Y-NA ENTERTAINMINT）は、東京都港区に事務所を構える日本のエンターテイメント株式会社。

## 概要
2019年10月に2020年2月2日からMnet Japanなどで放送されている日本のサバイバルオーディション番組「 G-EGG」の運営会社として設立された。

## 参加企画
- G-EGG
- G-L2way　-　無観客ライブでもアーティストとファンをテレビ電話の様に繋ぐことが可能な双方向コミュニケーション･ライブ配信システム[2]。
- JKコンプライアンス　-　シイナナルミ脚本・監督 YouTubeドラマ[3]。